# Blies
Blies (fransk udtale: [bliz];Tysk udtale: [bliːs] ( lyt)) er en højre biflod til Saar i det sydvestlige Tyskland (Saarland) og det nordøstlige Frankrig (Mosel). Blies kommer fra tre kilder i Hunsrück nær Selbach, Tyskland. Den er cirka 100 km lang, ender i den franske by Sarreguemines. Den løber gennem Sankt Wendel, Ottweiler, Neunkirchen, Bexbach, Homburg og Blieskastel (Blieskastel er opkaldt efter floden). Dens lavere del danner en del af den fransk-tyske grænse. Strækningen i Frankrig og på den fransk-tyske grænse er 19,7 km lang.